# Plectranthus otostegioides
Plectranthus otostegioides là một loài thực vật có hoa trong họ Hoa môi. Loài này được (Gürke) Ryding miêu tả khoa học đầu tiên năm 1999.